# یولیا روسلیاکووا
یولیا روسلیاکووا (به انگلیسی: Julia Rosliakova) ژیمناست زادهٔ ۱۰ اوت ۱۹۷۶ میلادی اهل کشور روسیه است.